# Арамиль
Арами́ль — город районного подчинения в Сысертском районе Свердловской области России, административный центр Арамильского городского округа. Город-спутник Екатеринбурга.

## География

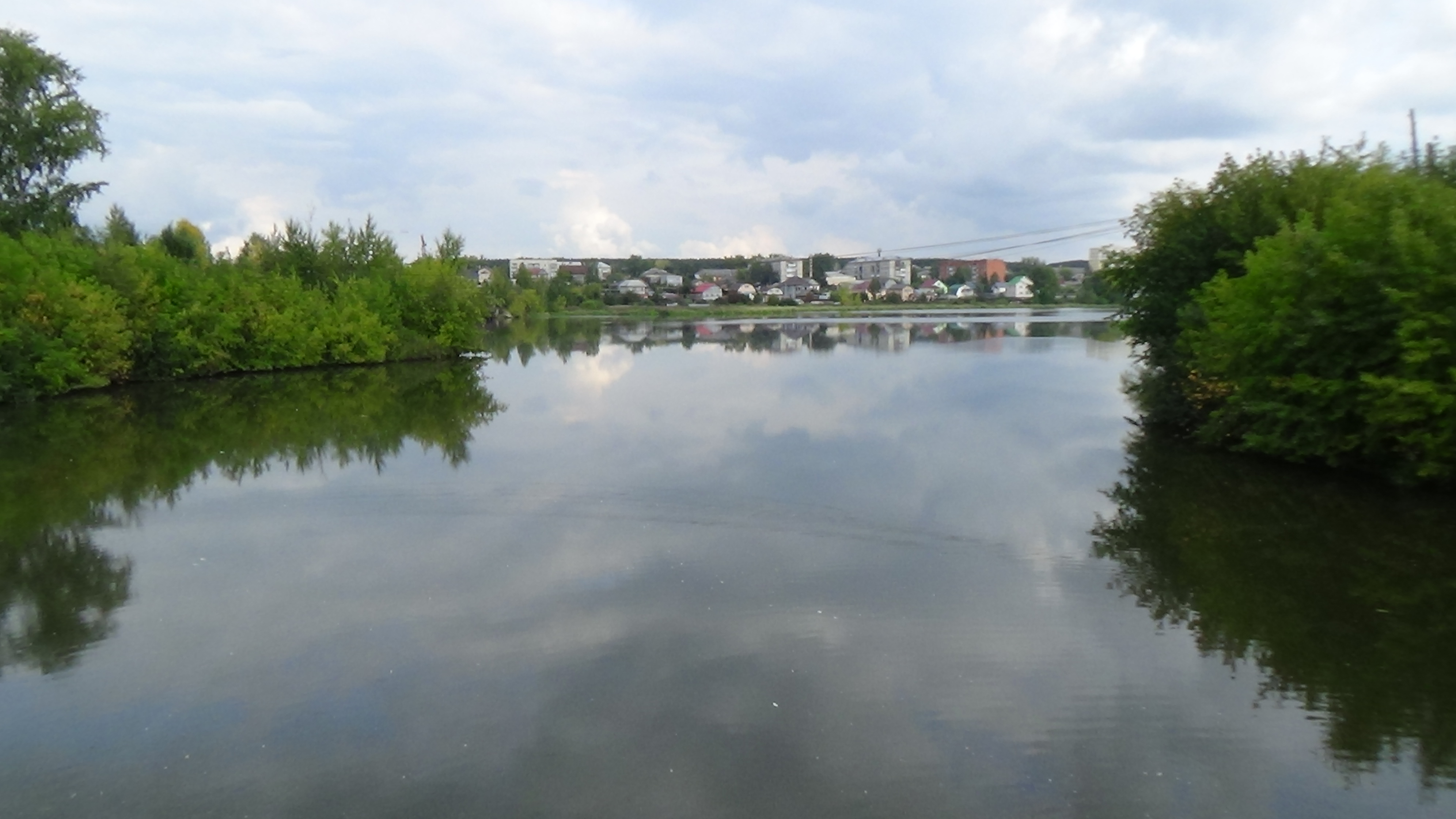
Река Арамилка, впадающая в Исеть в центре города

Арамиль расположена на восточном склоне Уральских гор, в месте впадения в реку Исеть правого притока — реки Арамилки, в 5 километрах от железнодорожной станции Арамили (на линии Екатеринбург — Курган), в 22 километрах (по автодороге в 26 километрах) к юго-востоку от Екатеринбурга. В 5 километрах северо-западнее города находится аэродром Арамиль (аэропорт Уктус). Также граничит с селом Патруши и посёлком Большим Истоком.

## Этимология
Согласно Е. М. Поспелову поселение получило название по реке Арамиль, гидроним же имеет тюркское происхождение и восходит к татарскому слову Арямале со значением «урёмный», то есть «река с поймой, заросшей лиственным лесом, кустарником, лугами, тростником».
Слово Арамиль женского рода, однако словарной фиксации форма не получила. Именно в женском роде название склоняется в официальных документах Администрации Арамильского городского округа и местных газетах, но, поскольку из именительного падежа невозможно установить род, в иногородних СМИ название города в косвенных падежах часто склоняют по правилам мужского рода.

## История
В лето 1675 года у слияния рек Исети и Арамилки был заложен острог — самый южный форпост Русского царства на границе с башкирскими землями — Арамильская слобода. Слобода была основана выходцем с реки Камы Михаилом Сарапульцевым как самое близкое в то время к башкирским владениям. Поселенцы плавили железную руду в кричных печах с 1680 года и продавали крицу в город Верхотурье. К 1711 году был построен острог с двумя рубленными башнями, пушками, конюшней, амбарами и церковью. К 1711 году арсенал острога составлял: знамя московское; пищаль железная и к ней 18 ядер железных; 9 чугунных пушек и к ним 663 чугунных ядра; 41 фузея; пять пищалей гладких; семь самопалов; 38 мушкетов; 19 пудов пороху пушечного и ружейного. Внутри острога размещались: церковь, судная изба, дворы священника и церковнослужителей, государева житница, дворы драгун и пушкарей, конюшня, более 30 хлебных амбаров.
В 1707 году Арамильская слобода включала 24 населённых места. И именно на её землях в 1707—1725 годах были основаны Уктусский, Елизаветинский, Верх-Исетский, Екатеринбургский и Сысертский заводы, давшие в дальнейшем развитие таких уральских городов, как Каменск-Уральский, Ревда, Сысерть, Берёзовский, Первоуральск и Екатеринбург. Основной деятельностью сельчан оставалась кустарная металлургия и хлебопашество. На речках активно строились мельницы.
Статус рабочего посёлка Арамиль получила 4 октября 1938 года, статус города — 15 сентября 1966 года.

## Население
| 1873    | 1959    | 1967    | 1970    | 1979    | 1989    | 1992    | 1996    | 1998    |
| ------- | ------- | ------- | ------- | ------- | ------- | ------- | ------- | ------- |
| 2676    | ↗11 472 | ↗15 000 | ↘12 993 | ↗13 382 | ↗13 584 | ↗13 800 | ↗14 000 | ↗14 100 |
| 2000    | 2001    | 2002    | 2003    | 2005    | 2006    | 2007    | 2008    | 2009    |
| →14 100 | →14 100 | ↗15 076 | ↗15 100 | →15 100 | ↘14 900 | ↘14 800 | ↗15 000 | ↗15 112 |
| 2010    | 2011    | 2012    | 2013    | 2014    | 2015    | 2016    | 2017    | 2018    |
| ↘14 224 | ↘14 200 | ↗14 321 | ↗14 544 | ↗14 742 | ↗14 781 | ↗15 012 | ↗15 162 | ↗15 321 |
| 2019    | 2020    | 2021    | 2023    |         |         |         |         |         |
| ↘15 236 | ↗15 446 | ↗19 013 | ↗19 805 |         |         |         |         |         |

На 1 января 2025 года по численности населения город находился на 645-м месте из 1124 городов Российской Федерации.
По данным переписи 2010 года, национальный состав Арамили следующий: русские — 90,3 %, татары — 2,1 %, удмурты — 1,3 %, армяне — 1,0 %.

### Известные люди
В Арамили родился Борис Николаевич Бирюков (1927—2013) — русский учёный Советского Союза и Украины.

## Свято-Троицкий храм
Первый деревянный храм в Арамильском селении, неизвестно когда построенный, был сожжён башкирами во время башкирского бунта 1709 года. На его месте в 1712 году, по благословению Митрополита Тобольского и Сибирского Иоанна, был заложен второй деревянный храм — в честь Рождества Христова, который был освящён 30 сентября 1717 года по благословению схимонаха Феодора, митрополита Тобольского и Сибирского, но в 1782 году храм сгорел (уцелела лишь колокольня). В 1783 году к колокольне прирубили «храмину» и алтарь, который и был освящён 20 июня 1783 года, по благословению Варлаама, епископа Тобольского и Сибирского. В 1784 году прихожане ходатайствовали пред Преосвященным Варлаамом о постройке нового деревянного храма во имя Святой Троицы, что и было разрешено им. Новый деревянный храм был заложен 30 апреля 1784 года, а освящён епископом Варлаамом 20 июня 1790 года.
В 1830 году по благословению преосвященного Мелетия был заложен каменный трёхпрестольный храм, левый придел которого по благословению епископа Евлампия был освящён в честь Рождества Пресвятой Богородицы в 1838 году. Главный храм в честь Святой Живоначальной Троицы был освящён преосвященным Мелхиседеком 6 июня 1842 года, правый придел во имя пророка Илии был освящён по благословению епископа Иоанны 15 июня 1858 года. Храм был закрыт в 1938 году, в советские годы была снесена колокольня. Храм был возвращён Русской православной церкви в 1990 году. В 2007 году была вновь возведена колокольня, на которой были установлены 10 колоколов, отлитые фирмой «Пятков и Кo» (г. Каменск-Уральский). Самый большой благовестный колокол весит 3,5 тонн.

## Городской краеведческий музей
В 2003 году в городе был создан краеведческий музей. В экспозицию музея вошли коллекции, собранной в школе № 4, документы и предметы из музея Арамильской суконной фабрики. Историческая экспозиция рассказывает об истории бывшей Арамильской слободы.

## Арамильская суконная фабрика
После того как крепостной Клементий Константинович Ушков с сыновьями, построивший в 1843—1848 годах Ушковскую Канаву, соединяющую Верхний пруд реки Чёрной с большим Черноисточинским прудом, получил вместе с семьёй вольную в 1849 году. Его сын — тагильский купец Михаил Клементьевич Ушков — приобрёл мельницу в Арамильской слободе, затем снёс её и на освободившемся месте запустил завод по производству медной утвари. В 1857 году он перепрофилировал завод на выпуск тканых ситцевых платков, а затем и сукна. Для новой фабрики возвёл новую плотину и фабричное здание, наладил выпуск высококачественного чистошерстяного сукна. В 1887 году суконные изделия из Арамили на выставке во Франции были награждены золотой медалью.
Сын Лев Михайлович Ушков (ум. 1893) изобрёл машинку для изготовления ружейных пыжей, и в 1880 году запустил «Преображенскую фабрику пыжей», чья продукция продавалась более чем в 40 городах России. Ушковские пыжи пользовались популярностью у российских охотников.
В 1895 году суконная фабрика была куплена братьями Злоказовыми. К 1900 году была перестроена плотина, запущены новые трёхэтажные кирпичные корпуса, приобретены ткацкое оборудование и паровая турбина из Германии, построены здания конторы, пекарня, общежитие, баня для рабочих. Налажен выпуск тонкого чистошерстяного сукна, имевшего спрос в России и за рубежом. В качестве сырья использовалась овечья и верблюжья шерсть, поставляемая из Средней Азии. Сначала шерсть везли на верблюдах до Семипалатинска, затем перегружали на баржи и по рекам Иртыш, Тобол и Туре доставляли до Тюмени, далее по железной дороге до станции Косулино, затем на лошадях до фабрики.
Суконная фабрика, остававшаяся единственной на Урале и одной из крупнейших в России, после 1917 года пришла в упадок, но производство было восстановлено к 1923 году. В 1941 году в Арамиль из Киева был эвакуирован завод искусственного волокна («Завод № 508»). В августе 1943 года было налажено производство пороха. А суконная фабрика поставляла фронту шинельное сукно. После войны «Завод № 508» был преобразован в «Завод искусственного волокна».
В 2020 году фабрика более не функционирует — помещения сдаются в аренду, планируется создание музея Архивная копия от 2 ноября 2020 на Wayback Machine и арт-пространства.

## Достопримечательности
- Корпуса Арамильской суконной фабрики (1840)[34].
- Обелиск в память о героях Гражданской и Великой Отечественной войн;
- Детская школа Искусств г. Арамиль Архивная копия от 2 апреля 2015 на Wayback Machine (одно из самых старых зданий в городе)
- Шишкин парк (зона отдыха)
- Аэродром Уктус
- Памятник Шинели (открыт в 2013 году)
- Парк сказов (тематический парк посвящённый: уральским сказам, русской сказке и традиционной Уральской культуре. Открыт 15.12.2015 г. (зона туризма, экскурсий и отдыха).
- Этнографический центр «Арамильская слобода». Реконструированный Арамильский острог — казачий музей: изба жилая, изба войсковая, подворье с животными, смотровая вышка с пушкой, парк, детская площадка. Открыт в декабре 2017 г.

## Экономика
В Арамили с октября 2011 года действует завод полимерной упаковки «Готэк-Полипак Арамиль» (ранее «Монди Арамиль» и «Уралпластик-Н») (построен при участии корпорации Роснано).
С 2016 года в городе функционирует завод по производству сухих строительных смесей «Крепс». Мощность предприятия составляет 100 тыс. тонн продукции в год.
Другие предприятия:
- Арамильский авиационный ремонтный завод (ААРЗ)
- Арамильский завод ЖБИ
- Арамильский хлебозавод
- Арамильский завод пластмасс
- Арамильский мукомольный завод
- Завод высокодисперсных металлических порошков (ВМП)
- Арамильский завод передовых технологий

С июля 1996 года Арамиль является самостоятельным субъектом межбюджетных отношений областного бюджета.

## Галерея
|                                     |                  |              |                                           |                                           |
| Здание администрации города Арамиль | Арамильский пруд | Дом Культуры | г. Арамиль со стороны Бородулинской горки | Главный корпус суконной фабрики (XIX век) |